# 高野康弘
高野 康弘（たかの やすひろ、2月23日 - ）は、日本の男性声優。福島県出身。

## 人物
以前はアトミックモンキーに所属していた。
趣味・特技はフットサル、指笛。

## 出演作品

### テレビアニメ
- 東のエデン（男）

### Webアニメ
- Starry☆Sky（橘守生）

### ゲーム
- アラビアンズ・ロスト（ディーラー）
- クローバーの国のアリス（ドア）
- Starry☆Sky 〜in Autumn〜（橘守生）
  - Starry☆Sky 〜in Autumn〜 Portable（橘守生）
- 青春はじめました!（南雲類[2]）

### ドラマCD
- アラビアンズ・ロスト（南の職員）
- お仕事男子 Vol.3 職業美容師（スタッフB）
- 銀河ロイド コスモX IN ヒーロークロスライン（部下B）
- 幻想水滸伝2（マカイ）
- 徒然（細目）
- トゥルーフォーチュンボイスドラマVol.3「不良エレジー」（港南B）
- 雪よ林檎の香のごとく（宮下）

### ラジオ
- Starry☆Sky Web RADIO 星月学園放送部（公式サイト内：2010年2月26日 - 12月10日）

ラジオドラマ
- VOMIC マイルノビッチ（香月ふわり[3]）

### ボイスオーバー
- ジェネティックマトリックス